# Moriz Haupt

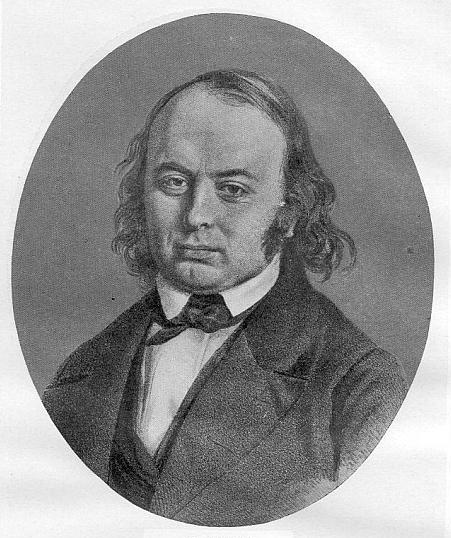
Moriz Haupt.

Rudolph Friedrich Moriz Haupt, född den 27 juli 1808 i Zittau, död den 5 februari 1874 i Berlin, var en tysk språkforskare. 
Haupt studerade i Leipzig under Gottfried Hermann och var en framstående medlem av därvarande Griechische societät. År 1837 blev han privatdocent, 1838 professor i filosofi samt 1843 i tyska språket och litteraturen vid universitetet i Leipzig. Efter majuppträdena 1848 blev han ställd inför rätta, men frikändes, trots att han avsattes som universitetslärare. År 1853 utnämndes han till professor i romerska litteraturen vid universitetet i Berlin. 
Bland hans skrifter märks kommenterade upplagor av åtskilliga romerska författare liksom av äldre tyska skalder, som Konrad von Würzburgs "Engelhard", Walther von der Vogelweides dikter med flera. Tillsammans med Hoffmann von Fallersleben utgav han "Altdeutsche blätter" (1836–40); 1841 uppsatte han "Zeitschrift für deutsches alterthum."